# Libro segreto di Giacomo
Il Libro segreto di Giacomo, noto anche come Apocrifo di Giacomo, è un vangelo gnostico scritto in lingua copta nella prima metà del II secolo. Descrive insegnamenti segreti dati da Gesù a Pietro e Giacomo nel periodo compreso tra la Resurrezione e l'Ascensione. L'autore pseudoepigrafo è Giacomo, narrante in prima persona. 
Ritenuto perduto, ne è stata ritrovata una versione tra i Codici di Nag Hammadi nel 1945.

## Origini
La parte sopravvissuta al tempo consiste in un solo manoscritto, danneggiato, corrispondente alla seconda sezione del Codice Jung, primo dei tredici codici della libreria di Nag Hammadi. Nonostante il testo sembri essere una traduzione copta dal greco, l'autore sostiene di aver scritto in ebraico. A causa della persecuzione e del martirio, è difficile datare la sua stesura dopo il 313, quando Costantino I mise fine alle persecuzioni nei confronti dei cristiani. Altre informazioni tratte dal testo tendono ad indicarne la nascita nel II secolo, precisamente nella prima metà.

## Contenuto
Il testo contiene la struttura di un'epistola (una lettera) scritta da Giacomo a qualcuno il cui nome è stato oscurato dai danni causati dal tempo. L'autore descrive un Gesù che ancora racconta parabole e risponde a domande nei 50 giorni tra la Resurrezione e l'Ascensione. A Giacomo e Pietro vengono dettate istruzioni segrete, ma solo Giacomo ne sembra comprendere il senso.
Gli insegnamenti di Gesù sono pieni di frasi strane e a volte contraddittorie, esponendo brevi parabole. Invita Pietro e Giacomo a seguirlo nel Regno dei Cieli, ma i due sono distratti dalle domande degli altri apostoli e ne perdono l'occasione. Dopo questi eventi, si dice che Giacomo inviò i dodici apostoli a predicare e che (come descritto anche in altri documenti apocrifi) prese il posto di Gesù a capo del movimento.
Questa breve lettera sembra slegata dal resto del documento, il che suggerisce l'idea che il libro segreto fosse, in origine, un insieme di testi indipendenti uniti solo in fase di redazione. La lettera fa riferimento ad un precedente "vangelo segreto", apparentemente perduto. All'interno del libro segreto le descrizioni del martirio e dell'insegnamento sembrano disgiunte dal corpo principale, composto da brevi racconti. Similmente agli altri testi apocrifi, nel libro segreto sono presenti richiami impliciti ad alcuni passi del Nuovo Testamento canonico, in particolare ad alcune parabole evangeliche (buon pastore, seminatore, vergini stolte, paga degli operai della vigna, la dracma perduta).

## Relazione con gli altri testi
I loghia (detti attribuiti a Gesù) appartenenti al libro segreto appaiono in qualche modo di tono gnostico, soprattutto per il fatto che le sue dottrine non si accordano all'interpretazione ortodossa delle scritture canoniche. Inoltre il manoscritto venne ritrovato tra molteplici testi gnostici nella libreria di Nag Hammadi. 
Il testo utilizza inoltre esplicitamente termini gnostici, ad esempio riferendosi alla "pienezza" come mezzo per raggiungere la salvezza.
Tuttavia, gli insegnamenti del libro segreto di Giacomo non corrispondono allo gnosticismo di Valentino o ad altre cosmologie gnostiche, e per questo motivo da alcuni non è considerato un vero testo gnostico. 
Il riferimento ad una salvezza da raggiungere attraverso "il passaggio" sembra lo stesso fatto da Paolo di Tarso nelle sue lettere o negli insegnamenti. Un passo del testo recita: "E 550 giorni dopo la Resurrezione, gli dicemmo:...", il che è abbondantemente superiore al termine di 40 giorni descritto negli Atti degli Apostoli di Luca prima dell'Ascensione. Qualcuno sostiene che questo fatto implichi l'esistenza di una relazione tra il libro segreto di Giacomo e gli scritti canonici attraverso una tradizione orale, e che le persone che lo scrissero rifiutarono, o non erano a conoscenza, dell'opera di Luca; d'altra parte Ireneo di Lione, in Contro le eresie, concede un termine temporale di diciotto mesi, e lui era certamente a conoscenza degli Atti degli apostoli. Alcuni esperti credono che le prime versioni del libro segreto fossero indipendenti dai Vangeli canonici, ma che un ignoto scrittore li conoscesse, e che inserì i collegamenti all'interno di una propria versione dell'opera.